# You Can’t Do That on Stage Anymore Vol. 4
A You Can't Do That on Stage Anymore Vol. 4 című dupla CD Frank Zappa koncertfelvételekből összeállított hatrészes sorozatának negyedik darabja, 1991-ben jelent meg. Az egyes részek folytatólagosan, egymás után jelentek meg, de az 5. és 6. rész kiadásakor a CD-k tárolására alkalmas díszdobozt is kiadtak.

## A sorozatról
Frank Zappa fülszövege – kisebb eltérésektől eltekintve mind a hat részben ez olvasható:
ÁLTALÁNOS INFORMÁCIÓK
Ennek a sorozatnak az összeállítása több mint 20 évet vett igénybe. A gyűjtemény eddig meg nem jelent, utólagos korrekciót nem tartalmazó élő anyagokból ad széles válogatást a legkorábbiaktól (kétsávos analóg) a legfrissebb, az 1988-as big-band turnén készült (48 sávos digitális) felvételekig.
Nagy figyelmet fordítottunk a lehető legjobb hangminőség biztosítására, és ugyan az eredeti Mothers of Invention korai felvételei “hi-fi”-nek éppen nem nevezhetők, azoknak a kedvéért illesztettük őket mégis ide, akik még mindig abban a hiszemben élnek, hogy az egyedüli “jó" felvételek ettől a zenekartól származnak. Néhány későbbi felállással való összehasonlítás végre pontot tehet ennek a különös fantazmagóriának a végére.
EZ AZ ÖSSZEÁLLÍTÁS NEM KRONOLOGIKUS.
Bármely év bármely zenekarának játéka összefolyhat (és gyakran össze is folyik) bármely másik év bármely másik zenekarának játékával – néha egy dal közepén.
A kiválasztott dalok válaszok lehetnek a következő hipotetikus kérdésekre:
1.  Ez-e a legjobb felvétele ENNEK A DALNAK - ETTŐL A ZENEKARTÓL?
2.  Van-e az előadásnak bármilyen “folklorisztikus” jelentősége?
3.  Ez az adott dal első felvétele-e?
4.  A darab egy rögtönzött alkalom egyszeri és megismételhetetlen felvétele-e?
5.  Van-e benne egy jó szóló?
6.  Ad-e “koncepciófolytonossági kulcsot” a teljes lemezgyűjteménnyel rendelkező keményvonalas rajongóknak?
7.  Segíti-e a dal az album stilisztikai felépülését kontraszt vagy feloldás révén?
8.  Van-e az előadásról film- vagy videó-felvétel?

Reméljük, a “YOU CAN’T DO THAT ON STAGE ANYMORE” elnyeri tetszését és adandó alkalommal időt tud szakítani a teljes kollekció mind a 13 órájának meghallgatására.
A “YOU CAN’T DO THAT ON STAGE ANYMORE” sorozatot a rajta játszó zenészeknek és az őket 25 éve elfogadó hallgatóságnak ajánlom.
Köszönöm.

## A lemezről
A dupla CD-n (kicsit a vol. 3-hoz kapcsolódva) szintén sok az 1984-ből származó anyag, ahogy viszonylag sok dal származik 1988-ból is.
A lemez érdekessége például az (eredetileg a Thing-Fish albumon hallható) Brown Moses és a The Evil Prince  1984-es verziója Ray White énekével, vagy a The Torture Never Stops legkorábbi (az ismerttől eltérő hangszerelésű, 1975-ös) változata Captain Beefheart énekével. A Florentine Pogen a Vol. 2 lemezen hallható 74-es helsinki felvétel egy darabja.

## A lemez számai
Minden számot Frank Zappa írt, kivéve ahol ez másként van feltüntetve.

### 1. CD
1. "Little Rubber Girl" (Zappa, Denny Walley)
2. "Stick Together"
3. "My Guitar Wants to Kill Your Mama"
4. "Willie the Pimp"
5. "Montana"
6. "Brown Moses"
7. "The Evil Prince"
8. "Approximate"
9. "Love of My Life"
10. "Let's Move to Cleveland" (solos, 1984) (közreműködik Archie Shepp)
11. "You Call That Music?"
12. "Pound for a Brown" (solos, 1978)
13. "The Black Page" (1984 version)
14. "Take Me Out to the Ball Game" (Jack Norworth, Albert Von Tilzer)
15. "Filthy Habits"
16. "The Torture Never Stops" (original version)

### 2. CD
1. "Church Chat"
2. "Stevie's Spanking"
3. "Outside Now"
4. "Disco Boy"
5. "Teen-Age Wind"
6. "Truck Driver Divorce"
7. "Florentine Pogen"
8. "Tiny Sick Tears"
9. "Smell My Beard" (George Duke, Zappa)
10. "The Booger Man" (Duke, Brock, Zappa)
11. "Carolina Hard-Core Ecstasy"
12. "Are You Upset?"
13. "Little Girl of Mine" (Morris Levy, Herbert Cox)
14. "The Closer You Are" (Earl Lewis, Morgan Robinson)
15. "Johnny Darling" (Louis Statton, Johnny Statton)
16. "No, No Cherry" (L. Caesar, J. Gray)
17. "The Man from Utopia" (Donald Woods, Doris Woods)
18. "Mary Lou" (Obie Jessie)

## A zenészek

### 1969
- Frank Zappa – gitár, ének
- Ray Collins – gitár, ének
- Lowell George – gitár, ének
- Ian Underwood – altszaxofon, billentyűs hangszerek
- Motorhead Sherwood – baritonszaxofon
- Buzz Gardner – trombita
- Bunk Gardner – tenorszaxofon
- Roy Estrada – basszusgitár, ének
- Don Preston – billentyűs hangszerek
- Jimmy Carl Black – dobok, ütőhangszerek
- Art Tripp – dobok

Dave Samuels: vibrafon (vendég)

### 1973 december
- Frank Zappa – gitár, ének
- Napoleon Murphy Brock – szaxofon, ének
- George Duke – billentyűs hangszerek, ének
- Tom Fowler – basszusgitár
- Ruth Underwood – billentyűs hangszerek, ütőhangszerek
- Bruce Fowler – harsona
- Walt Fowler – trombita
- Ralph Humphrey – dobok
- Chester Thompson – dobok

### 1974
- Frank Zappa – gitár, ének
- Tom Fowler – basszusgitár
- Ruth Underwood – billentyűs hangszerek, ütőhangszerek
- Napoleon Murphy Brock – szaxofon, ének
- Chester Thompson – dobok
- George Duke – billentyűs hangszerek, ének

### 1975
- Frank Zappa – gitár, ének
- Denny Walley – slide gitár, ének
- Captain Beefheart – harmonika, ének
- Napoleon Murphy Brock – szaxofon, ének
- George Duke – billentyűs hangszerek, ének
- Tom Fowler – basszusgitár
- Bruce Fowler – harsona
- Terry Bozzio – dobok

### 1977
- Frank Zappa – gitár, ének
- Adrian Belew – gitár, ének
- Patrick O'Hearn – basszusgitár
- Peter Wolf – billentyűs hangszerek
- Tommy Mars – billentyűs hangszerek, ének
- Ed Mann – ütőhangszerek
- Terry Bozzio – dobok

### 1978
- Frank Zappa – gitár, ének
- Denny Walley – slide gitár, ének
- Arthur Barrow – billentyűs hangszerek, basszusgitár
- Peter Wolf – billentyűs hangszerek
- Tommy Mars – billentyűs hangszerek, ének
- Ed Mann – ütőhangszerek
- Vinnie Colaiuta – dobok

vendég:
- Patrick O'Hearn – basszusgitár

### 1979
- Frank Zappa – gitár, ének
- Ike Willis – gitár, ének
- Warren Cuccurullo – gitár
- Denny Walley – slide gitár, ének
- Arthur Barrow – billentyűs hangszerek, basszusgitár
- Peter Wolf – billentyűs hangszerek
- Tommy Mars – billentyűs hangszerek, ének
- Ed Mann – ütőhangszerek
- Vinnie Colaiuta – dobok

### 1980 tavasz
- Frank Zappa – gitár, ének
- Ike Willis – gitár, ének
- Ray White – gitár, ének
- Arthur Barrow – billentyűs hangszerek, basszusgitár
- Tommy Mars – billentyűs hangszerek, ének
- David Logerman – dobok

### 1981-82
- Frank Zappa – gitár, ének
- Ray White – gitár, ének
- Steve Vai – gitár
- Scott Thunes – basszusgitár,
- Tommy Mars – billentyűs hangszerek, ének
- Bobby Martin – billentyűs hangszerek, ének, szaxofon
- Ed Mann – ütőhangszerek
- Chad Wackerman – dobok

### 1984
- Frank Zappa – gitár, ének
- Ike Willis – gitár, ének
- Ray White – gitár, ének
- Allan Zavod – billentyűs hangszerek
- Bobby Martin – billentyűs hangszerek, ének, szaxofon
- Scott Thunes – basszusgitár
- Chad Wackerman – dobok

### 1988
- Frank Zappa – szólógitár, ének
- Kurt McGettrick – baritonszaxofon
- Scott Thunes – basszusgitár
- Albert Wing – tenorszaxofon
- Ed Mann – ütőhangszerek
- Chad Wackerman – dobok
- Ike Willis – gitár, ének
- Paul Carman – altszaxofon
- Walt Fowler – trombita
- Mike Keneally – szintetizátor, ének, gitár
- Bruce Fowler – harsona
- Robert Martin – billentyűsök, ének

## Külső hivatkozások
- Szövegek és információk – az Information Is Not Knowledge honlapról
- A megjelenés részletei – a Zappa Patio honlapról
- a YCDTOSA akták – kritika a sorozat egyes darabjairól (magyarra fordítva)